# José Vicente García

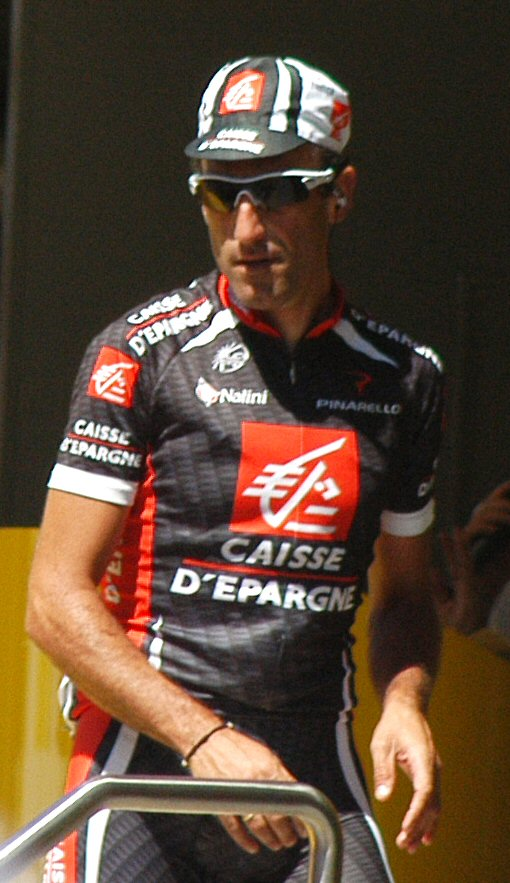
Garcia Acosta bij de start van de 8e etappe van de Ronde van Frankrijk 2007

José Vicente García Acosta (Tafalla, 4 augustus 1972) is een Spaans voormalig wielrenner.

## Carrière
De in Tafalla geboren Garcia Acosta (hij wordt altijd bij zijn dubbele achternaam genoemd) werd prof in 1995 bij Banesto en reed zijn hele carrière voor die ploeg, Na 17 seizoenen in het profpeloton gereden te hebben besloot hij om na 2011 een punt achter zijn carrière te zetten bij Team Movistar. Hij won in zijn tweede profjaar de Ronde van Navarra, een kleine Spaanse rittenkoers, maar moet het vooral hebben van etappes in eendaagse wedstrijden. Garcia Acosta is het type renner dat graag en vaak aanvalt en zoals vaak levert dat slechts af en toe een overwinning op. De meest aansprekende in het geval van Garcia Acosta zijn een etappe in de Ronde van Frankrijk in 2000, twee in de Ronde van Spanje (1997 en 2002) en één in de Ronde van Burgos (2003). In 1999 won Txente samen met Abraham Olano de Grote Prijs Eddy Merckx, waarmee hij liet zien ook in een tijdrit zijn mannetje te staan. Garcia Acosta kwam in zijn 15e en tevens laatste Ronde van Spanje zwaar ten val in de 5e etappe. Hij werd overgebracht naar het ziekenhuis.   
Na zijn actieve carrière werd Garcia Acosta ploegleider bij onder meer Team Movistar.

## Belangrijkste overwinningen
1996
- Eindklassement Ronde van Navarra

1997
- 14e etappe Ronde van Spanje

1998
- GP Eddy Merckx (met Abraham Olano)

2000
- 13e etappe Ronde van Frankrijk
- Vitoria

2002
- 19e etappe Ronde van Spanje

2003
- 2e etappe Ronde van Castilië en León (ploegentijdrit)
- 2e etappe Ronde van Burgos

2004
- 2e etappe Ronde van Castilië en León (ploegentijdrit)

2006
- 3e etappe Ronde van Castilië en León

2007
- 1e etappe Ronde van de Middellandse Zee (ploegentijdrit)

## Resultaten in voornaamste wedstrijden
| Jaar | Ronde van Italië | Ronde van Frankrijk | Ronde van Spanje |
| ---- | ---------------- | ------------------- | ---------------- |
| 1997 |                  | opgave              | 62e (1)          |
| 1998 |                  | opgave              | 48e              |
| 1999 |                  | 68e                 | 53e              |
| 2000 |                  | 53e (1)             | 63e              |
| 2001 |                  | opgave              | 111e             |
| 2002 |                  | 122e                | 75e (1)          |
| 2003 |                  | 125e                | 108e             |
| 2004 |                  | 86e                 | 106e             |
| 2005 |                  | 148e                | 71e              |
| 2006 |                  | 114e                | 104e             |
| 2007 |                  | 91e                 | 124e             |
| 2008 |                  | 141e                | 119e             |
| 2009 |                  |                     | 137e             |
| 2010 |                  |                     | 113e             |
| 2011 |                  |                     | opgave           |

| Jaar | Milaan-San Remo | Gent-Wevelgem | Ronde van Vlaanderen | Parijs-Roubaix | Amstel Gold Race | Ronde van Lombardije | Parijs-Tours |  | WK op de weg |  | Wereldranglijsten |
| ---- | --------------- | ------------- | -------------------- | -------------- | ---------------- | -------------------- | ------------ |  | ------------ |  | ----------------- |
| 1997 | 165e            |               |                      |                |                  |                      |              |  | 80e          |  |                   |
| 1998 | 113e            |               |                      |                | 78e              |                      |              |  | 13e          |  |                   |
| 1999 |                 |               |                      |                |                  |                      |              |  |              |  |                   |
| 2000 |                 |               |                      |                |                  |                      |              |  |              |  |                   |
| 2001 |                 |               |                      |                |                  | 55e                  |              |  |              |  |                   |
| 2002 |                 |               |                      |                |                  | 77e                  | 86e          |  | 73e          |  |                   |
| 2003 |                 | 44e           |                      |                |                  |                      | 41e          |  |              |  |                   |
| 2004 |                 |               |                      |                |                  |                      | 131e         |  |              |  |                   |
| 2005 |                 | 45e           |                      | 63e            |                  |                      | 65e          |  |              |  | 174e (UPT)        |
| 2006 |                 | 36e           | 52e                  | 51e            |                  |                      |              |  |              |  |                   |
| 2007 |                 | 31e           | 100e                 |                |                  |                      |              |  |              |  |                   |
| 2008 |                 | 78e           | 65e                  | 60e            |                  |                      |              |  |              |  |                   |
| 2009 |                 |               |                      |                |                  |                      | 115e         |  |              |  |                   |
| 2010 |                 |               |                      |                | 108e             |                      | 103e         |  |              |  |                   |
| 2011 |                 | 133e          |                      |                |                  |                      |              |  |              |  |                   |